# Illimani

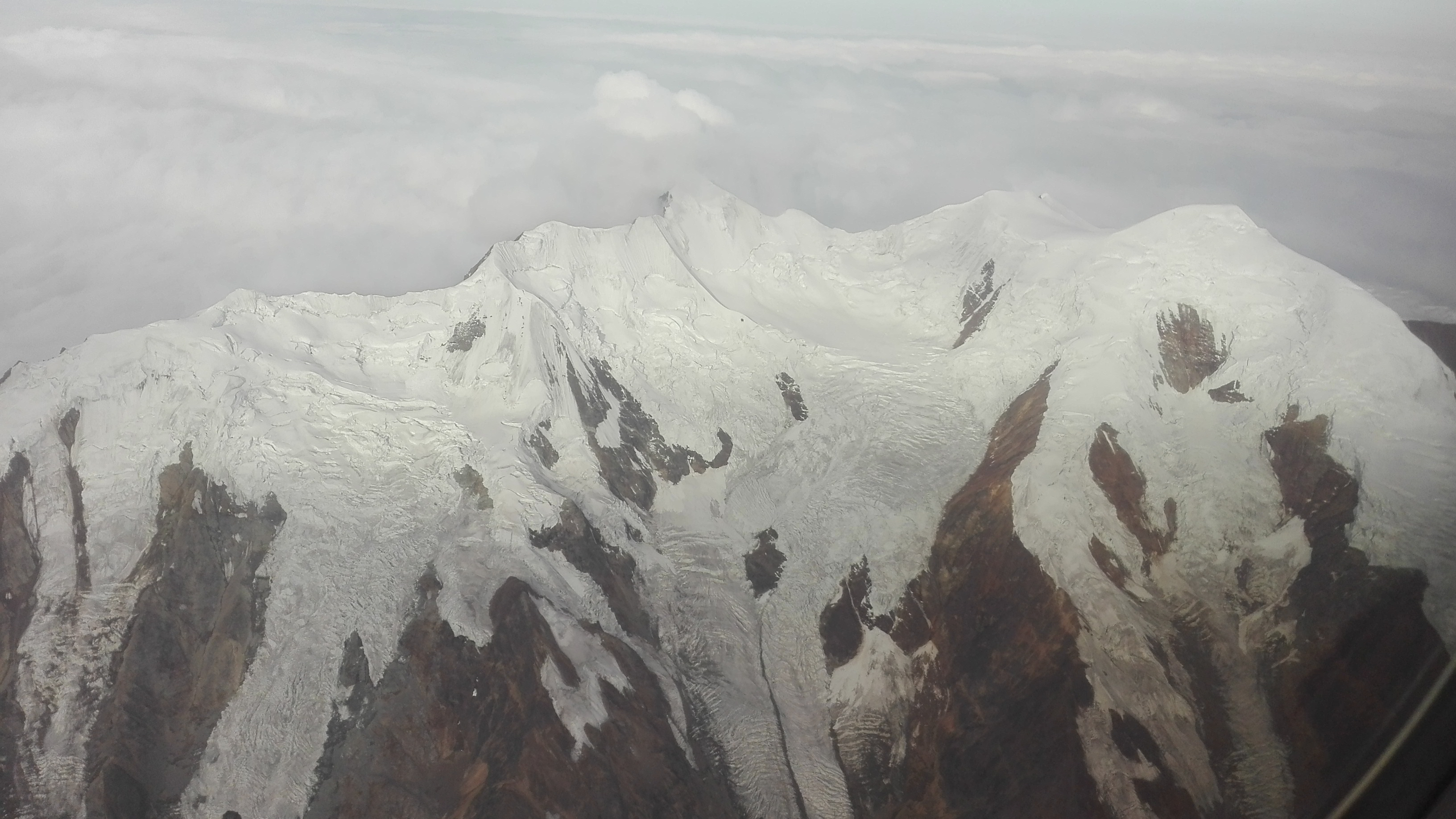
Primo piano dei ghiacciai

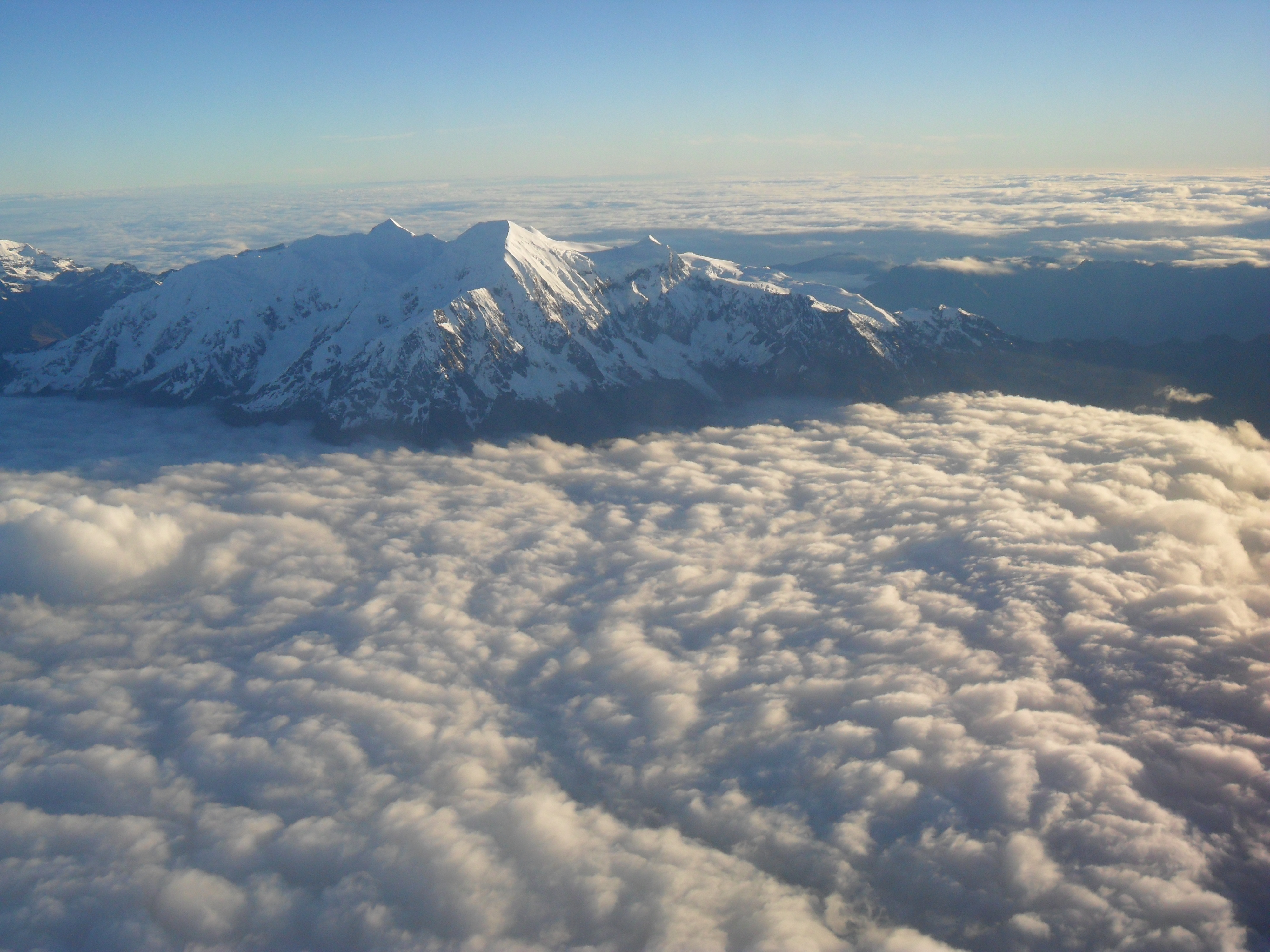
Vista dall'aereo

L'Illimani è una montagna della Bolivia nord-occidentale, a nord est di La Paz, nella Cordigliera Reale delle Ande. Con i suoi 6.440 metri di altezza è la terza montagna del Paese. Il nome sembra derivi dall'aymara Illi mani ("aquila dorata").

## Ascensioni recenti
Nel giugno 2015 due alpinisti italiani, Marco Majori e Marco Farina, entrambi appartenenti alla Sezione militare di Alta Montagna dell'Esercito Italiano, hanno aperto una nuova via sulla parete sud dell'Illimani, denominata "Directa Italiana".

## Incidenti
Nell'agosto del 1973 il francese Pierre Dedieu e il miglior scalatore boliviano dell'epoca, Ernesto Sánchez, morirono durante la scalata del monte. Qualche mese più tardi una spedizione italiana del CAI, su invito delle autorità locali, intraprese operazioni di ricerca dei corpi di Dedieu e Sánchez. Quest'ultimo venne ritrovato, ma il 23 novembre, nel corso di ulteriori ricerche di Dedieu, il capo spedizione italiano Carlo Nembrini perse la vita a breve distanza dal campo base della spedizione al Nido del Condor, scivolando lungo un pendio innevato e cadendo infine da un salto roccioso di 500 metri.
Nel gennaio 1985, il volo 980 della Eastern Airlines si schiantò contro la montagna, uccidendo tutti i 19 passeggeri e i 10 membri dell'equipaggio. Nel giugno 2016, una spedizione chiamata Operazione Thonapa46 ha effettuato la salita alla ricerca della scatola nera e di altri resti dell'aereo.

## L'Illimani nella cultura

### Inti-Illimani
Il gruppo musicale cileno degli Inti-Illimani ha preso il nome da questa montagna, unendo la parola Inti che in lingua quechua significa "sole", alla parola Illimani.

### Musica
(Humberto Rojas, Illimani, canzone popolare boliviana)

### Araldica
L'Illimani è rappresentato al centro dello stemma di La Paz, dopo la sua modifica del 1897.